# تشارلز إل. كوبلاند
تشارلز إل. كوبلاند هو سياسي أمريكي، ولد في 1963. نشط حزبياً في الحزب الجمهوري. وقد انتخب عضو مجلس ولاية ديلاوير ‏.